# Чукурова
Чукурова (рум. Ciucurova) — село у повіті Тулча в Румунії. Входить до складу комуни Чукурова.
Село розташоване на відстані 195 км на схід від Бухареста, 39 км на південний захід від Тулчі, 83 км на північ від Констанци, 67 км на південний схід від Галаца.

## Населення
За даними перепису населення 2002 року у селі проживали 1475 осіб.
Національний склад населення села:
| Національність | Кількість осіб | Відсоток |
| -------------- | -------------- | -------- |
| румуни         | 1316           | 89,2%    |
| турки          | 82             | 5,6%     |
| цигани         | 73             | 4,9%     |

Рідною мовою назвали:
| Мова      | Кількість осіб | Відсоток |
| --------- | -------------- | -------- |
| румунська | 1392           | 94,4%    |
| турецька  | 82             | 5,6%     |